# Eugeni Sánchez Reig
Eugeni S. Reig (Alcoi, 1942) és un escriptor i activista lingüístic valencià especialitzat en la recopilació i preservació del lèxic tradicional valencià. Malgrat no ser filòleg de formació, ha dedicat dècades a estudiar i difondre el valencià popular i genuí. Va treballar com a enginyer a Telefónica, però la seua passió per la llengua el portà a publicar en 1999 el llibre «Valencià en perill d’extinció», una obra amb 835 paraules i expressions valencianes en desús. El 2005 n’eixí una segona edició ampliada a 1.440 entrades. L’any 2015, l’editorial Bromera publicà El valencià de sempre, amb més de 2.180 entrades. També ha sigut autor de «Les nostres paraules» (AVL, 2008) i del projecte digital Les nostres comparances, amb més de 3.500 modismes comparatius recollits entre 2005 i 2019. A més, ha sigut impulsor del butlletí «InfoMigjorn», creat el 1997, que durant anys va difondre diàriament articles i reflexions sobre la llengua catalana. La seua obra representa un model lingüístic arrelat en el parlar tradicional, amb l’objectiu de protegir-lo de la substitució lingüística i les formes uniformitzades.